# آ مثلومة
آ مثلومة (الاسم العلمي: Aa erosa) هو نوع من النباتات يتبع جنس الآ من الفصيلة السحلبية.